# كمبوديا الحديثة

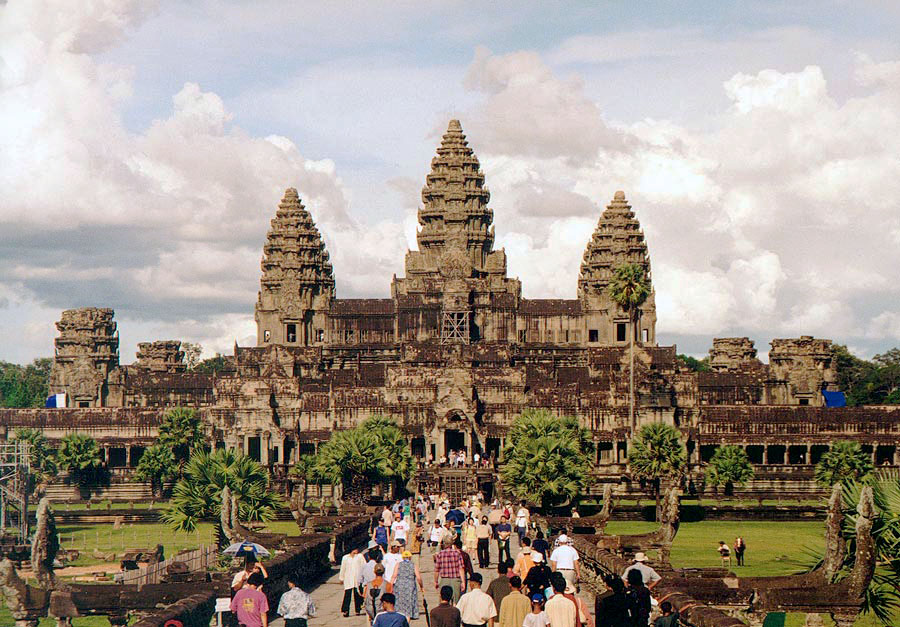

بعد سقوط نظام بول بوت في كمبوتشيا الديمقراطية، أصبحت كمبوديا تحت الاحتلال الفيتنامي مع حكومة موالية لهانوي، وتأسست جمهورية كمبوتشيا الشعبية. واندلعت حرب أهلية خلال ثمانينيات القرن العشرين بين القوات المسلحة الثورية في كمبوتشيا الشعبية وبين حكومة تحالف كمبوتشيا الديمقراطية، وهي حكومة في المنفى تتكون من ثلاث فصائل سياسية كمبودية: حزب فنسينبك التابع للأمير نورودوم سيهانوك، وحزب كمبوتشيا الديمقراطية (يشار إليه غالبًا باسم الخمير الحمر) وجبهة التحرير الوطنية لشعب الخمير (كيه بّي إن إل إف).
تكثفت جهود السلام في عامي 1989 و1991 بعقد مؤتمرين دوليين في باريس، وساعدت بعثة الأمم المتحدة لحفظ السلام في الحفاظ على وقف إطلاق النار. وكجزء من جهود السلام، أجريت انتخابات برعاية الأمم المتحدة في عام 1993 ساعدت على استعادة بعض مظاهر الحياة الطبيعية كما فعل التراجع السريع للخمير الحمر في منتصف تسعينيات القرن العشرين. أعيد تنصيب نورودوم سيهانوك كملك للبلاد. وشكلت حكومة ائتلافية بعد الانتخابات الوطنية في عام 1998، ونجحت هذه الحكومة في تجديد الاستقرار السياسي واستسلام قوات الخمير الحمر المتبقية في عام 1998.

## الجوانب السياسية والانتخابات
منذ استعادة الديمقراطية المتعددة الأحزاب في عام 1993، كان حزب الشعب الكمبودي (سي بّي بّي) في ائتلاف مع حزب فنسينبك الملكي ولكن حزب الشعب الكمبودي أصبح حزب الأغلبية بعد انقلاب عام 1997 والتطهير ضد حزب فنسينبك. يعد هون سين الزعيم غير الملكي صاحب أطول خدمة في جنوب شرق آسيا وبين رؤساء الوزراء الأطول خدمة في العالم، إذ بقي في السلطة عبر ائتلافات مختلفة منذ عام 1985. وأصبح رئيس الوزراء الوحيد في 30 نوفمبر 1998 وقاد حزب الشعب الكمبودي إلى النصر في الانتخابات الثلاثة التالية، ولكنه اتُهم بتزوير الانتخابات والفساد. أدى اليمين الدستورية مؤخرًا لولاية رابعة في 24 سبتمبر 2013. 
يُنظر إلى هون سين على نطاق واسع باعتباره دكتاتورًا تولى السلطة الاستبدادية في كمبوديا باستخدام العنف والترهيب والفساد للحفاظ على قاعدة نفوذه، وقد اشتهر بكونه «داهيًة يدمر خصومه السياسيين». راكم هون سين سلطة مركزية قوية في كمبوديا، بما في ذلك «الحرس البريتوري الذي يبدو أنه ينافس قدرات الوحدات العسكرية النظامية للبلاد». 
في الفترة الممتدة من 30 يوليو حتى 30 أغسطس 1989، التقى ممثلو 18 دولة، والأطراف الكمبودية الأربعة، والأمين العام للأمم المتحدة خافيير بيريز دي كوييار في باريس في محاولة للتفاوض على تسوية شاملة. وأعربوا عن أملهم في تحقيق تلك الأهداف التي تعتبر حاسمة لمستقبل كمبوديا ما بعد الاحتلال: انسحاب محقق لبقية قوات الاحتلال الفيتنامية وتقرير المصير الحقيقي للشعب الكمبودي.
في 23 أكتوبر 1991، انعقد مؤتمر باريس للتوقيع على تسوية شاملة تمنح الأمم المتحدة السلطة الكاملة للإشراف على وقف إطلاق النار، وإعادة النازحين من الخمير على طول الحدود مع تايلاند، ونزع سلاح جيوش الفصائل وتسريحهم، وإعداد البلاد لانتخابات حرة ونزيهة.
عاد الأمير سيهانوك، رئيس المجلس الوطني الأعلى في كمبوديا (إس إن سي)، وأعضاء آخرون من المجلس إلى بنوم بنه في نوفمبر 1991، لبدء عملية إعادة التوطين في كمبوديا. ثم نُشرت بعثة الأمم المتحدة المتقدمة في كمبوديا (UNAMIC) في نفس الوقت للحفاظ على الاتصال بين الفصائل وبدء عمليات إزالة الألغام للتعجيل بإعادة نحو 370 ألف كمبودي من تايلاند.
في 16 مارس 1992، أنشأت سلطة الأمم المتحدة الانتقالية في كمبوديا (UNTAC)، تحت إشراف الممثل الخاص للأمين العام للأمم المتحدة ياسوشي أكاشي والفريق جون ساندرسون، ووصلت إلى كمبوديا لبدء تنفيذ خطة التسوية للأمم المتحدة. بدأ مكتب المفوضية السامية للأمم المتحدة لشؤون اللاجئين بإعادة كاملة للاجئين إلى الوطن في مارس 1992. ونمت سلطة الأمم المتحدة الانتقالية في كمبوديا إلى قوة حفظ سلام مدنية وعسكرية قوية قوامها 22 ألفًا لإجراء انتخابات حرة ونزيهة لجمعية تأسيسية.
شارك أكثر من أربعة ملايين كمبودي (نحو 90% من الناخبين المؤهلين) في انتخابات مايو 1993، على الرغم من أن الخمير الحمر أو حزب كمبوتشيا الديمقراطي (بّي دي كيه)، الذين لم يُنزع سلاحهم أو يسرحوا فعليًا، منعوا بعض الأشخاص من المشاركة في 10 إلى 15 بالمئة من أراضي الدولة (التي تضم ستة بالمئة من السكان) التي كانوا يسيطرون عليها آنذاك.
كان حزب فنسينبك التابع للأمير نورودوم راناريده أكبر متلقٍ للتصويت بنسبة 45.5% يليه حزب الشعب الكمبودي لهون سين والحزب الديمقراطي الليبرالي البوذي على التوالي. ثم دخل حزب فنسينبك في ائتلاف مع الأحزاب الأخرى التي شاركت في الانتخابات.
شرعت الأحزاب الممثلة في الجمعية المؤلفة من 120 عضوًا في صياغة وإقرار دستور جديد، وقد أصدر في 24 سبتمبر. وأسس ديمقراطية ليبرالية متعددة الأحزاب في إطار ملكية دستورية، مع ترقية الأمير السابق سيهانوك إلى منصب الملك. أصبح الأمير راناريده ومن بعده هون سين رئيسين للوزراء على التوالي، في الحكومة الملكية الكمبودية (أر سي جي). ونص الدستور على مجموعة واسعة من حقوق الإنسان المعترف بها دوليًا، ولكن كمبوديا «دولة ذات سوق حرة شيوعية غامضة مع تحالف استبدادي نسبي يحكم ديمقراطية سطحية». لذا ما تزال كمبوديا تواجه العديد من التحديات والقضايا الاجتماعية والسياسية التي تعيق نموها كأمة. وفي عام 2013، سجلت كمبوديا 20 من مقياس 100 (نظيف للغاية) إلى 0 (فاسد للغاية) على مؤشر مدركات الفساد لعام 2013، والذي صنف أيضًا الدولة في المرتبة 160 من أصل 175 دولة (إلى جانب دول أخرى) ما جعل الدولة واحدة من أكثر الدول فسادًا في العالم وكمبوديا هي ثاني أكثر الدول فسادًا في آسيا مع كوريا الشمالية كونها الأولى. ووفقًا لمنظمة فريدم هاوس (بيت الحرية) في تقريرها لعام 2013، سجلت كمبوديا 5.5 من مقياس 1 (حر) إلى 7 (غير حر) ما أشار إلى أن كمبوديا كدولة «ليست حرة». اعتبارًا من عام 2013، صنّف مؤشر التنمية البشرية كمبوديا في المرتبة 138 (إلى جانب لاوس) ما جعل الدولة واحدة من أدنى المراتب من حيث التنمية البشرية، ويشير إلى أن كمبوديا لديها متوسط أقل إلى منخفض من التنمية في الوقت الحاضر. إن اقتصاد كمبوديا منخفض الدخل، إذ أن لديها واحدة من أدنى الدخول السنوية في العالم مع سيطرة قطاع الزراعة على اقتصاد البلاد، يليه قطاعا الخدمات والصناعة. ووفقًا لمؤشر الجوع العالمي، تحتل كمبوديا حاليًا المرتبة 32 من حيث الجوع في العالم من قائمة الدول الـ 56 التي تعاني من أسوأ حالات الجوع في العالم. 
لدى كمبوديا اقتصاد منخفض الدخل، إذ يعيش مليونا شخص في فقر، وفساد حكومي متوطن، وسجل ضعيف في حقوق الإنسان. ويعيش ثلث السكان على أقل من دولار واحد في اليوم. ويعاني 40% من الأطفال من سوء التغذية المزمن.